# Еві Скотт
Еві Скотт (англ. Avy Scott, нар. 2 листопада 1981) — американська порноакторка, порнорежисерка і модель.

## Життєпис
Ейві Скотт виросла в Тампі. У коледжі вона спеціалізувалася на економіці та психології. Почала працювати як еротична відеочатвеб-модель, 23 листопада 2001 року покинула коледж та на пропозицію свого менеджера Роя Гарсіа почала працювати в порноіндустрії. Її першим фільмом був «Клуб чотирьох пальців №20». З того часу вона знялася більш ніж у 220 фільмах (включаючи «Примус» та «Гонка») та зняла чотири фільми як режисер. Вона працювала в таких компаніях: Private, New Sensations, Sin City, Wicked Pictures та Digital Playground.
Після початку своєї порно кар'єри переїхала з Тампи до Лос-Анджелеса. Після того, як у 2004 році в Порн-Веллі почалася епідемія СНІДу, тимчасово припинила зйомки через побоювання за своє здоров'я, повернулася до Тампи, а потім дев'ять місяців жила в Майамі. Повернувшись на роботу, вона наполягла на тому, щоб знімати гетеросексуальні сцени лише з презервативом, незважаючи на нижчу оплату. У 2005 році зіграла роль Кори в еротичному трилері "Lust Connection".
Беладонна сказала про Скотт, що вона найкраща в кунілінгусі.

## Нагороди та номінації
| Рік  | Церемонія        | Результат | Номінація                                                                                          | Робота                             |
| ---- | ---------------- | --------- | -------------------------------------------------------------------------------------------------- | ---------------------------------- |
| 2003 | AVN Award        | Номінація | Краща нова старлетка                                                                               | Н/Д                                |
| 2003 | AVN Award        | Номінація | Краща сцена групового сексу — відео (разом з Санрайз Адамс, Вайолет Блу, Діллоном і Ренді Спирсом) | Heroin                             |
| 2003 | XRCO Award       | Номінація | Старлетка року                                                                                     | Н/Д                                |
| 2003 | XRCO Award       | Номінація | Групова сцена (разом з Санрайз Адамс, Вайолет Блу, Діллоном і Ренді Спирсом)                       | Heroin                             |
| 2004 | AVN Award        | Номінація | Краща сцена орального сексу — фільм (разом з Авою Вінсент і Куртом Локвудом)                       | Compulsion                         |
| 2004 | AVN Award        | Номінація | Best Sex Scene Coupling – Film (разом зі Стівеном Сент-Круа)                                       | Heaven                             |
| 2004 | NightMoves Award | Перемога  | Краща нова старлетка (вибір фанатів)                                                               | Н/Д                                |
| 2010 | AVN Award        | Номінація | Best All-Girl Group Sex Scene (разом з Nicole Moore, Боббі Старр, Ейден Старр і KC Kelly)          | Lesbian Hospital 2: Her First Exam |
| 2010 | XRCO Award       | Номінація | Best Cumback                                                                                       | Н/Д                                |
| 2011 | AVN Award        | Номінація | Best All-Girl Three-Way Sex Scene (разом з Ashlyn Rae і Джорджією Джонс)                           | Pin-Up Girls 4                     |